# Cançó dictada
Una cançó dictada és una composició musical típica de Catalunya de caràcter oral i narratiu, que se solia compondre per commemorar un fet rellevant.
Generalment, aquest tipus de cançó fa referència explícita al fet que sigui dictada, amb una fórmula del tipus: "una cançó vull cantar / no fa molt que s'és dictada". Narra fets de rellevància local o personal, com crims o desenganys amorosos. Sol incloure referències a individus o llocs concrets (cases, accidents geogràfics, etc.) que serien coneguts pel públic local. A més a més de recordar esdeveniments, sovint es componia i es difonia amb l'objectiu d'avergonyir les persones que hi són esmentades i retreure-les alguna suposada ofensa.
Hi havia persones avesades a compondre aquest tipus de cançó que rebien el nom de dictador. Sovint componien per encàrrec i rebien una compensació pel seu servei. A vegades també feien de nou la tonada, i a vegades se servien d'una melodia existent. La Cançó del Castellet d'Avinyonet, un exemple d'aquest tipus de cançó, fa referència a la figura del dictador:
| \| « \| En l'any mil vuit-cents i cinc s'ha dictat una cançó si acàs hi ha cap errada la culpa té el dictador.[2] \| » \| | |   |
| | |   |
| « | En l'any mil vuit-cents i cinc s'ha dictat una cançó si acàs hi ha cap errada la culpa té el dictador. | » |